# Kapilendra Deva
Kapilendra Deva (Oriya: କପିଳେନ୍ଦ୍ର ଦେବ; r. 1434–1467) là người sáng lập Đế chế Suryavamsa Gajapati cai trị các vùng phía đông và miền nam Ấn Độ, với trung tâm là Odisha ngày nay. Ông lên ngôi sau khi tổ chức một cuộc đảo chính quân sự chống lại Bhanu Deva IV, người cai trị cuối cùng của triều đại Đông Ganga. Ông còn được gọi là Kapilendra Routray hay Sri Sri Kapilendra Deva. Kapilendra tuyên bố có xuất thân từ Surya Vamsha của Mahābhārata và được phong tước hiệu Shri Shri ... (108 lần) Gajapati Gaudeshwara NabaKoti Karnata Kalabargeswara tức Lãnh chúa của Bengal (Gauda), lãnh chúa của Karnataka hay Vijayanagara, Lãnh chúa của Kalaburagi và chín Karor (90 triệu) thần dân.